# .cash
.cash – internetowa domena najwyższego poziomu, przeznaczona dla serwisów związanych tematycznie z firmami pożyczkowymi, kasynami, kantorami. Domena została zatwierdzona przez ICANN 6 marca 2014 roku. Dodana do serwerów głównych w kwietniu 2014 roku.